# Хозяин дичи
«Хозяин дичи» (англ. The master of game) — средневековый манускрипт, трактат об охоте, написанный Эдуардом Норвичским, вторым герцогом Йоркским, между 1406 и 1413 годами. Считается самой старой англоязычной книгой по охоте. «Хозяин дичи» был впервые напечатан на модернизированном английском языке Уильямом и Флоренс Бэйли-Громан вместе с их эссе о средневековой охоте и предисловием тогдашнего президента США и известного охотника Теодора Рузвельта.

## Обзор
Написанный между 1406 и 1413 годами Эдуардом Норвичским «Хозяин дичи» в основном является переводом более ранней работы Гастона Феба под названием «Livre de chasse» («Книга об охоте») и считается старейшей англоязычной книгой по охоте. Эдвард занимал должность хозяина дичи во время правления Генриха IV, а в прологе посвятил книгу Генриху, принцу Уэльскому, впоследствии ставшему  Генрихом V, в качестве набора инструкций о том, как продолжить охоту. Хотя «Хозяин дичи» в большинстве своём основан на более ранней работе, Эдвард добавил еще пять глав, посвященных английской охоте, включая всестороннее освещение охоты на оленей и зайцев в английском стиле. Несколько глав из предыдущей работы были опущены, в том числе разделы о горных козлах и северных оленях, которые не относились к деятельности средневековых англичан. Другие пропущенные главы включали в себя отлов и ведение охоты во Франции.

## Современное издание
Работа была впервые опубликована в виде печатного издания в 1904 году, а позднее была опубликована ещё несколько раз, включая предисловие Теодора Рузвельта, который в то время был президентом Соединённых Штатов Америки, и модернизированный Уильямом Адольфом Бейли Громаном и его женой Флоренс. В него вошли некоторые иллюстрации из оригинального французского «Livre de Chasse», а также добавлен глоссарий, объясняющий значение и термины средневековой охоты. На момент переиздания было известно только девятнадцать копий оригинального текста, две из наиболее хорошо сохранившихся копий находились на полках Британской библиотеки и одна — в Бодлианской библиотеке. Дальнейшее переиздание было сделано в мягкой обложке в 2005 году, которая представляла собой прямую перепечатку издания 1909 года, включая черно-белые репродукции оригинальных иллюстраций.